# Schönthal BE

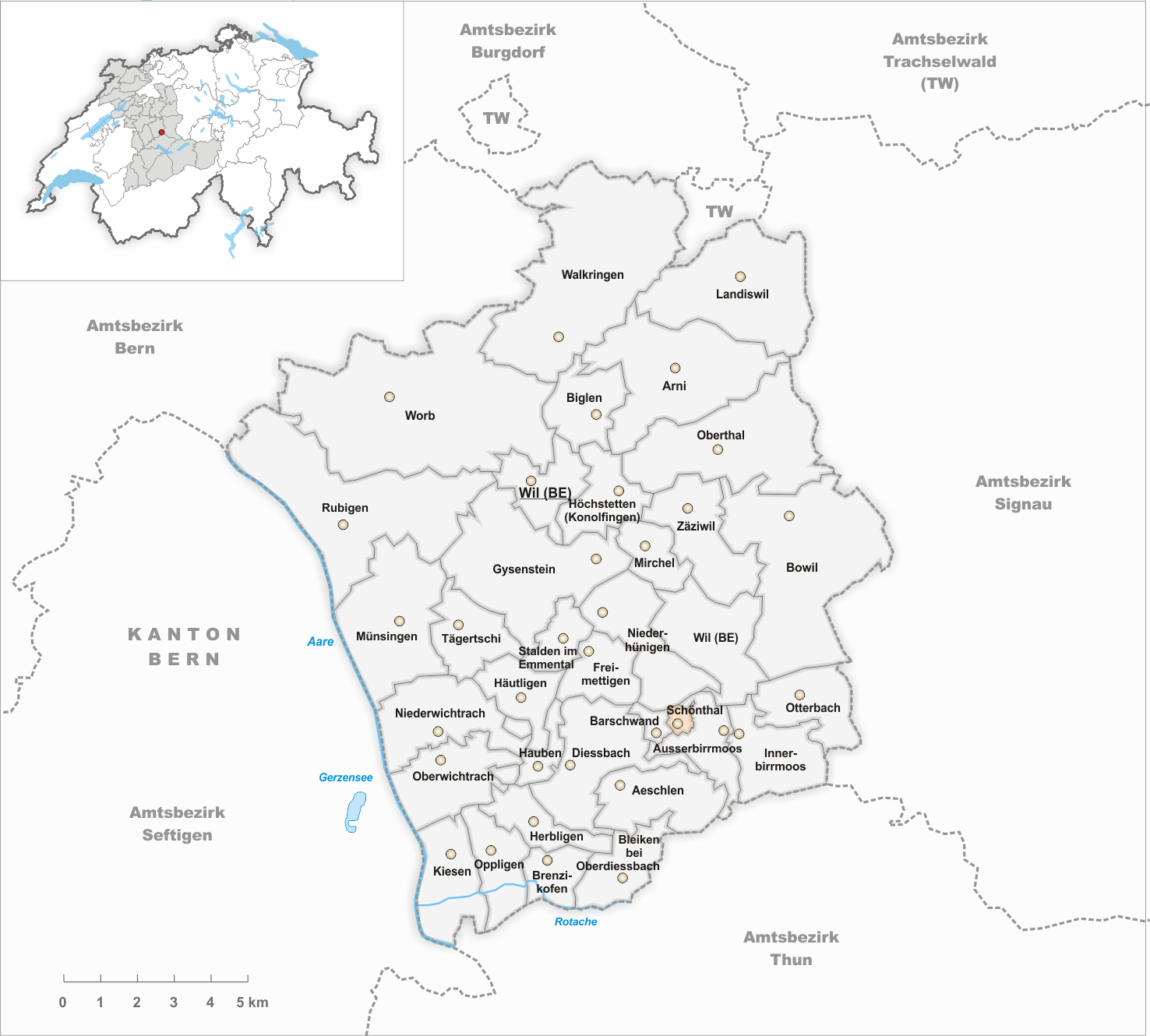
Gemeindestand vor der Fusion am 1. Januar 1888

Schönthal ist eine Ortschaft in der Gemeinde Linden im Schweizer Kanton Bern. Am 1. Januar 1888 wurde die vormals selbständige Gemeinde mit ihrer Nachbargemeinde Barschwand zur Gemeinde Ausserbirrmoos fusioniert, die ihrerseits am 1. Januar 1946 in der Gemeinde Linden aufging.